# Schrägaufzug von Blackhill
Der Schrägaufzug von Blackhill war ein Schiffshebewerk im Monkland Canal in Schottland.
Er wurde zusammen mit dem betreffenden Abschnitt des Kanals im Jahr 1794 eröffnet. Der Höhenunterschied, den das Hebewerk überwand, betrug 96 Fuß oder knapp 30 Meter. Es war eine doppelgleisige Anlage mit zwei Trögen für die Nassförderung von Booten bis zu 70 Fuß (ca. 21 Meter) Länge und 13 Fuß (ca. 4 Meter) Breite. Unterstützt wurde die Anlage durch eine Dampfmaschine, später wurde auf Trockenförderung umgestellt, um Wasser zu sparen.
Im Jahr 1887 wurde das Hebewerk geschlossen. Es sind keine Überreste mehr vorhanden, man kann jedoch in der Landschaft die ehemalige Lage erkennen.